# We Gotta Get You a Woman
We Gotta Get You a Woman is een single van de Amerikaanse muzikant Todd Rundgren uit 1970. Het is de eerste single van zijn debuutalbum Runt.

## Achtergrondinformatie
"We Gotta Get You a Woman" werd geïnspireerd uit Rundgrens vriend Paul Fishkin, met wie hij een appartement deelde in Greenwich Village. Fishkin had weinig geluk bij de vrouwen, daarover schreef Rundgren dit nummer. Rundgren noemde het hoofdpersonage echter Leroy in plaats van Paul, omdat hij geen woorden kon vinden die rijmden met de naam Paul. Het nummer kwam Rundgren op kritiek te staan van feministen, omdat Rundgren over vrouwen zingt: "They may be stupid, but they sure are fun", wat als vrouwonvriendelijk werd geïnterpreteerd. Rundgren sprak dit tegen door de stellen dat de regel verwijst naar "domme, kleine eigenschappen die mensen hebben".
Het nummer werd Rundgrens eerste hit in Amerika, waar het de 20e positie bereikte in de Billboard Hot 100. In het Nederlandse taalgebied deed de plaat niets in de hitlijsten, maar desondanks werd het er wel een radiohit.

## Tracklijst
- 7"

1. "We Gotta Get You A Woman" - 3:04
2. "Baby Let's Swing / The Last Thing You Said / Don't Tie My Hands"- 5:06